# Nyakisi Adero
Nyakisi Adero, née le 2 juillet 1986, est une athlète ougandaise.

## Carrière
Elle est médaillée de bronze par équipes aux Championnats du monde de semi-marathon 2012 à Guiyang. Elle termine 68e du marathon féminin aux Jeux olympiques d'été de 2016 à Rio de Janeiro.